# Trưng cầu dân ý độc lập Nouvelle-Calédonie năm 2018
Bản mẫu:Chính trị Nouvelle-Calédonie
Cuộc trưng cầu dân ý độc lập được tổ chức tại Nouvelle-Calédonie vào ngày 4 tháng 11 năm 2018. Các cử tri đã được lựa chọn là một phần của nước Pháp hoặc trở thành một quốc gia độc lập.
Công bố vào buổi tối ngày bỏ phiếu, kết quả là 56,4% cho việc duy trì hiện trạng hiện tại và 43,6% ủng hộ độc lập. Theo thỏa thuận trong hiệp ước Nouméa, 17% tổng số cử tri đã đăng ký đã bị tước phiếu bầu.
Trước khi bỏ phiếu, chính phủ và chính quốc Pháp nói rằng họ sẽ tiếp nhận và tuân theo kết quả trưng cầu dân ý. Bất chấp sự thất bại của phong trào, Nouvelle-Calédonie sẽ theo các điều khoản của Hiệp ước Nouméa và có cơ hội bầu cử lại vào năm 2020 và 2022 nếu một phần ba số thành viên hội đồng địa phương đồng ý cho phép cuộc trưng cầu dân ý đó được tổ chức.

## Bối cảnh
Nouvelle-Calédonie đã chính thức sáp nhập bởi Pháp vào năm 1853, người châu Âu và người Polynesia, cũng như những người định cư khác, đã làm cho người Kanak bản xứ trở thành thiểu số. Lãnh thổ được sử dụng như một thuộc địa hình sự từ năm 1864 đến năm 1897, và người Kanak bị "loại trừ khỏi nền kinh tế Pháp và từ công việc khai thác mỏ và cuối cùng bị giới hạn trong chỗ ở." Giữa năm 1976 và 1988, các cuộc xung đột giữa chính phủ Pháp và phong trào độc lập đã chứng kiến thời kỳ bạo lực và rối loạn nghiêm trọng (đỉnh cao khi Ouvéa(Pháp) bị bắt làm con tin) vào năm 1988, với phong trào độc lập Kanak mới nổi được hỗ trợ từ nhiều người Kanak đã yêu cầu sự tham gia trong nền kinh tế và tự do buôn bán đồng thời xóa bỏ sự bóc lột của Pháp. Mặc dù GDP bình quân đầu người ở mức cao là 38.921 đô la và mặc dù Nouvelle-Calédonie là nhà sản xuất chính của niken, có sự bất bình đẳng đáng kể trong phân phối thu nhập, nhiều người cho rằng doanh thu khai thác sẽ mang lại lợi ích cho mọi người bên ngoài lãnh thổ và các cộng đồng khai thác mỏ.
Từ năm 1986, Ủy ban Liên Hợp Quốc về giải thể đã bao gồm Nouvelle-Calédonie trong danh sách các lãnh thổ không tự quản của Liên Hợp Quốc. Một cuộc trưng cầu dân ý độc lập được tổ chức vào năm sau, nhưng ý kiến độc lập đã bị từ chối bởi đa số.
Cuộc trưng cầu dân ý trước đây đã diễn ra vào ngày 13 tháng 9 năm 1987, với 842 người (1.7%) bỏ phiếu cho độc lập và 48.611 người (98.3%) bỏ phiếu để vẫn là một phần của nước Pháp. Nhiều nhóm ủng hộ độc lập, chẳng hạn như Mặt trận Giải phóng Dân tộc Quốc gia Kanak và Xã hội chủ nghĩa, tẩy chay lá phiếu. Do đó, tỷ lệ tham gia là 59,10%.
Các Hiệp định Matignon, ký ngày 26 tháng 6 năm 1988 đảm bảo một thập kỷ ổn định. Hiệp ước Nouméa đã ký ngày 5 tháng 5 năm 1998, thiết lập nền tảng cho một quá trình chuyển đổi 20 năm sẽ dần dần chuyển giao năng lực từ chính phủ Pháp sang cho chính quyền địa phương.
Sau thời gian được thiết lập bởi Hiệp ước Nouméa tuyên bố một cuộc bỏ phiếu phải diễn ra vào cuối năm 2018, nền tảng đã được đặt cho một cuộc trưng cầu dân ý từ Pháp tại một cuộc họp do Thủ tướng Pháp Édouard Philippe chủ trì vào ngày 2 tháng 11 năm 2017. được tổ chức vào tháng 11 năm 2018. Đối với cuộc bỏ phiếu này, danh sách cử tri chung đã được thay thế bằng một danh sách cử tri đặc biệt (LESC) với quyền biểu quyết giới hạn ở 174.154 công dân sinh sống và cư trú dài hạn và kết nối bền vững với lãnh thổ. 35.948 cử tri đăng ký trong danh sách chung do đó bị loại khỏi cuộc bỏ phiếu, tương đương với 17,11% trong tổng số 210.105 cử tri đã đăng ký.. Vào ngày 20 tháng 3 năm 2018, thông báo rằng cuộc trưng cầu dân ý độc lập sẽ được tổ chức vào ngày 4 tháng 11 năm 2018.

Theo tuyên bố của đảng độc lập FLNKS ngày 18 tháng 9 năm 2018, 63% trong số 174 154 cử tri đăng ký trên danh sách électorale spéciale (LESC) là Kanak, hoặc 109 892 trong đó 80 120 thuộc về coutumier và 29 772 droit civil..
1. ↑  PIR Editor. "New Caledonia, French Leaders Look To Finalize Plans For 2018 Referendum | Pacific Islands Report". www.pireport.org (bằng tiếng Anh). Bản gốc lưu trữ ngày 4 tháng 5 năm 2019. Truy cập ngày 5 tháng 11 năm 2018. {{Chú thích web}}: |author1= có tên chung (trợ giúp)
2. ↑  Willsher, Kim (ngày 19 tháng 3 năm 2018). "New Caledonia sets date for independence referendum". The Guardian. Truy cập ngày 20 tháng 3 năm 2018.
3. 1 2  Lyons, Kate (ngày 17 tháng 7 năm 2018). "Nouvelle-Calédonie referendum: call to reject 'colonising power' France". the Guardian (bằng tiếng Anh).
4. ↑  The United Nations and Decolonization. "Trust and Non-Self-Governing Territories (1945-1999)". www.un.org (bằng tiếng Anh).
5. ↑  Database and Search Engine for Direct Democracy. "Neukaledonien (Frankreich), 13. September 1987: Unabhängigkeit / Verbleib bei Frankreich -- [in German]". www.sudd.ch (bằng tiếng Đức).
6. ↑  Aude Bariéty (ngày 4 tháng 10 năm 2018). "Nouvelle-Calédonie: 5 questions sur le référendum de dimanche". FIGARO (bằng tiếng Pháp).
7. ↑  Référendum en Nouvelle-Calédonie: pourquoi les «Zoreille» n'ont pas le droit de voter
8. ↑  "Le corps électoral: la liste spéciale pour le référendum (LESC)" (bằng tiếng Pháp). Government of New Caledonia. ngày 27 tháng 8 năm 2018. Bản gốc lưu trữ ngày 2 tháng 1 năm 2019. Truy cập ngày 4 tháng 11 năm 2018.
9. ↑  Scott Robertson. "The New Caledonian Referendum on Independence (Part 2): The Vote" (PDF). bellschool.anu.edu.au.
10. ↑  Patrick Roger. "Nouvelle-Calédonie : ce que contient l'« accord politique » sur le référendum d'autodétermination". Le Monde.fr (bằng tiếng Pháp).
11. ↑  Willsher, Kim (ngày 19 tháng 3 năm 2018). "New Caledonia sets date for independence referendum". the Guardian (bằng tiếng Anh).
12. ↑  Référendum en Nouvelle-Calédonie: Combien d’électeurs Kanak sur la liste électorale référendaire ?